# Nonouti
Nonouti (kiribatische Aussprache: [ˈnonɔus]) ist ein Atoll im südlichen Teil des pazifischen Archipels der Gilbertinseln nahe dem Äquator und ein Verwaltungsbezirk des Staates Kiribati. Es liegt 38 km nordwestlich von Tabiteuea und etwa 250 km südlich des Hauptatolls Tarawa. Der Name Nonouti bedeutet „früh aufstehen, um fischen zu gehen“, die Einwohner nennen sich „I-Nonouti“.

## Geographie
Das Atoll sieht wie ein schräg liegendes Oval aus, dessen Längsachse sich von Nordwest nach Südost zieht. Die Inseln dieses Atolls befinden sich auf der östlichen Seite. An der Nordwestseite des Atolls liegt die Insel Noumatong, die als Vogelreservat unter besonderem Schutz steht. Das Atoll ist mit einer Länge von 35 km und einer Breite von 15 km das drittgrößte in der Gruppe der Gilbertinseln.

## Bevölkerung

### Bevölkerungsentwicklung
| Zensus | 1947 | 1963 | 1968 | 1973 | 1978 | 1985 | 1990 | 1995 | 2000 | 2005 | 2010 | 2015 | 2020 |
| ------ | ---- | ---- | ---- | ---- | ---- | ---- | ---- | ---- | ---- | ---- | ---- | ---- | ---- |
| Gesamt | 2004 | 2229 | 2408 | 2223 | 2284 | 2930 | 2814 | 3042 | 3176 | 3179 | 2683 | 2743 | 2749 |

## Geschichte
Das Atoll hat das größte Versammlungshaus (Maneaba) von Kiribati im Dorf Taboiaki. Hier wurde auch die erste katholische Missionsstation in den 1880er Jahren gegründet.
Nach der britischen Kolonialzeit bildete Nonouti mit Aranuka, Kuria, Maiana und Abemama den Verwaltungsdistrikt „Zentrale Gilbertinseln“.

## Neuzeit und Infrastruktur
Das Verwaltungszentrum des Atolls befindet sich im Ort Matang auf der größten Insel des Atolls. Der ehemalige Präsident von Kiribati Ieremia Tabai stammt von Nonouti. Die lokalen Belange regelt ein Inselrat (Nonouti Island Council).
Nonouti entsendet zwei Parlamentsmitglieder in das Parlament Maneaba ni Maungatabu in South Tarawa; für das 10. Parlament 2011–2015 wurden Ieremia Tabai und Waysang Mosi Kumkee gewählt.
Auf Nonuti gibt es sieben Grundschulen sowie eine Mittelschule und die private „George Eastman High School“, die von der protestantischen Kirche Kiribatis finanziert wird.
Die Insel ist mit dem Flugzeug über den Flugplatz Nonouti erreichbar.